# Orria
Orria ist eine Gemeinde mit 955 Einwohnern (Stand 31. Dezember 2023) im Südwesten Italiens in der Provinz Salerno (Region Kampanien). Der Ort ist Teil des Nationalparks Cilento und Vallo di Diano sowie der Comunità Montana Zona del Gelbison e Cervati.

## Geografie
Der Ort liegt im Westen des Nationalparks Cilento, etwa 5 km südlich des Alento-Stausees. Zur Gemeinde gehören außerdem die Ortschaften Casino Lebano und Piano Vetrale. Die Nachbargemeinden sind Gioi, Magliano Vetere, Monteforte Cilento, Perito, Salento und Stio.
Orria liegt an einem Hang des Alento-Tals und ist über die SS18 von Agropoli aus gut erreichbar.